# Рамиро Фройлас
Рамиро Фройлас (исп. Ramiro Fróilaz; упоминается в 1120—1169 годах) — леонский магнат и граф, государственный деятель и военачальник. Он был доминирующей фигурой в королевстве во времена правления Альфонсо VII и Фердинанда II. Он был в первую очередь территориальным губернатором, но также и придворным деятелем, связанным с королевской семьей как по крови, так и по браку. Участник войн против соседних королевств Наварры и Португалии, так и в Реконкисту земель Андалусии.

## Семья
Рамиро был старшим сыном леонского магната Фруэлы Диаса (+ 1119) и Эстефании Санчес из королевского дома Наварры, дочери Санчо Гарсеса, сеньора Ункастильо (ок. 1038—1083). Первой женой Рамиро была Инес (Аньес), возможно, член французского королевского дома или семьи графов Арманьяка. Она была похоронена в церкви Сан-Исидоро-де-Леон, где её эпитафия называет её мужа и описывает её как «потомка от королей Франции» . Она была матерью двух его старших сыновей, Альфонсо и Фруэлы. 22 сентября 1150 года Рамиро дал этим двоим выкуп за невесту (аррас), которые он забыл дать их матери перед ее смертью . В той же хартии он передал им земли, которые он конфисковал у своей племянницы Эстефании Диас, которая вышла замуж без его согласия, также упомянув аррас, которые он дал двум другим своим женам, Санче и Эло.
Второй женой Рамиро была Санча, малоизвестная женщина, происхождение которой неизвестно. Она подарила ему сына и дочь: Гарсию и Эстефанию, которые вышли замуж за Понсе де Минерву. По случаю ее свадьбы король и Рамиро подарили Понсе свои половины деревни Каррисо-де-ла-Рибера, где Эстефания позже построила монастырь (1176 г.). Единственный сын Эстефании и Понсе был назван Рамиро в честь своего деда.
Третьей женой Рамиро была Эло (Эйло) Альварес, дочь Альвара Фанеса и Майор Перес и вдова Родриго Фернандеса де Кастро. Она была названа в честь своей бабушки по материнской линии Эло Альфонсо, жены Педро Ансуреса . Этот последний брак распространил влияние Рамиро на Тьерра-де-Кампос .
1 июня 1153 года Рамиро и его жена Эло прекратили спор со его сестрой Марией Фройлас и ее мужем Педро Альфонсо из-за источника воды в некой Вильянуэве. В том же году Рамиро подарил поместье в Вильясеке Гарсии Пересу и его жене Терезе Перес в награду за их верную службу. Гарсия, сын Педро Мартинеса и внук Мартина Флаинеса, служил рыцарем в доме Рамиро. Гарсия также был верным слугой короля, который трижды оказывал ему щедрость. Позже Тереза (1177 год) основала цистерцианский монастырь Градефес, и именно в записях этого заведения можно прочитать о подарке Рамиро.

## Ранняя общественная карьера
Самое раннее упоминание о Рамиро содержится в ныне утерянной хартии, в которой записано основание монастыря Санта-Мария-де-Арбас-дель-Пуэрто. Резюме хартии хранилось в Archivo Histórico Nacional во время руководства Хуана Менендеса Пидаля, чей брат, историк Рамон Менендес Пидаль, сделал из него вывод, что «те же граф и графиня Фруэла Диас и Эстефания со своими детьми Рамиро, Диего, Констанс и Марией основали монастырь Арбас у ворот Пахарес [ныне Пайарес] 15 марта 1116 года».
В ноябре 1123 года Рамиро был алькальдом (юстициарием) Толедо, этот пост он, вероятно, занимал до 1124 года. В двух хартиях он описан как urbis alcaldus (юстициарий города) и toletanus alcaidus (юстициарий Толедо). Хроника Альфонсо Императора, современный отчет о правлении Альфонсо VII, отмечает, что Рамиро Фройлас (Радимирус Фройле) был одним из тех, кто прибыл в город Леон только после того, как он был захвачен союзниками короля, Альфонсо Иорданом и Суэро Вермудесом в 1126 году, чтобы воздать ему должное за его преемственность. Он был одним из техqui postea facti sunt comites («который позже стал считаться»).
С 29 мая 1132 года по 18 сентября 1133 года Рамиро служил альфересом в королевской армии, этот пост обычно предназначался для потомков знатных домов. За исключением периода, когда он был альфересом, когда он постоянно находился при дворе, Рамиро Фройлас был полурегулярным придворным. В 1146 году, например, он сопровождал короля Альфонсо VII лишь около половины маршрута двора.

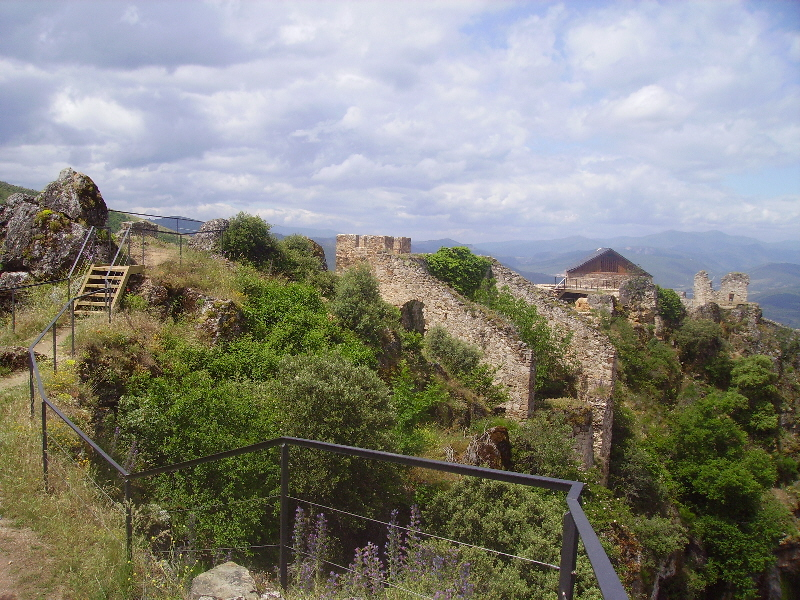
Руины замка Ульвер.

## Аренда
Рамиро за свою долгую карьеру владел двадцатью семью зарегистрированными владениями короны (тененсии). Писец, писавший в 1145 году, назвал Рамиро Comes Ramirus hic et ubique: «Граф Рамиро здесь и повсюду». Вскоре после смерти его отца (1119 год), который охранял горные проходы между областями Леона и Галисии, королева Уррака назначила Рамиро кастеляном Ульвера в Бьерсо. В то же время Рамиро получил от короны тененсию Ла-Кабрера, где-то до 6 марта 1122/1126 года, когда он впервые упоминается там как тененсия, хотя он назначил некоего Менендео Пелаеса своим мерино. Он держал его по крайней мере до 5 марта 1129 года. Следующий сеньор этого места, Понсе де Кабрера, не упоминается до 13 мая 1138 года. В Ульвере Рамиро оставался по крайней мере до 27 октября 1128 года, когда Понсе появляется как держа его и доверяя мерино Пелайо Пелаэсу. К июлю 1133 года Рамиро вернул себе Ульвер и удерживал его до 26 февраля 1169 года и, вероятно, до своей смерти. С 1133 по 1135 год он доверил его своему вассалу Фернандо Пелаэсу.
Где-то до 15 января 1128 года (возможно, уже в 1123 году) Рамиро получил власть над всем Бьерсо . К 25 августа 1131 года Рамиро был военным губернатором близлежащей Асторги и отвечал за замок и стены. В 1137 году ему было доверено феодальное владение Агилар, которое недавно было конфисковано у таинственно опального Осорио Мартинеса. Нуньо Перес, кастелян замка в Агиларе, по неизвестным причинам восстал против Рамиро, но потерпел поражение 2 декабря. Позже король Альфонсо VII повысил Рамиро до ранга графа, титул, который он впервые носил в хартии епархии Сигуэнса от 14 сентября 1138 года. К маю 1139 года Осорио Мартинес вернул себе Агилар, где он оставался по крайней мере до декабря 1140 года. После этого он вернулся к Рамиро, чтобы править по крайней мере до декабря 1166 года.
По крайней мере, с 18 мая 1126 года до 22 июня 1165 года Рамиро правил Вальдеоррасом. Там 13 сентября 1139 года он слушал имущественный спор, отчет о котором сохранился в тумбо Сан-Педро-де-Монтес. Спор произошел между монастырем Сан-Педро и Майор Санчесом и её сыновьями относительно поместья в месте под названием Вилья. В то время как Майор утверждала, что купила землю у её предыдущего владельца Педро Пелаэса, монастырь утверждал, что это было благочестивое пожертвование. Рамиро с некоторыми видными деятелями Вальдеорраса, как духовенством, так и мирянами, урегулировал спор, пока монахи не согласились заплатить Майор 160 солидов в обмен на её отказ от любых прав на поместье.
Рамиро правил городом Леон, где он владел домами и дворцом (palacio) в период с 11 апреля 1141 года по 4 июля 1144 года 31 декабря 1156 года Рамиро и Эло пожертвовали несколько домов, принадлежавших им в Леоне, монастырю Веги, дочернему дому Фонтевро. В 1154/1155 году власть Рамиро над городом Асторга была разделена с Понсе де Кабрера. Нет никаких записей о том, что Рамиро держал Асторгу после 20 сентября 1168 года . Он был стариком, когда умер. Где-то до 1162 года Рамиро был также совладельцем с Понсе в Виллафранка-дель-Бьерсо.
Вероятно, почти всю свою взрослую жизнь Рамиро правил Вильябуэной; есть записи о его владении там между 1128 и 1166 годами. Он также правил Сифуэнтесом более двадцати лет и Риба-де-Эсла более десяти лет. Среди тененсий, которыми Рамиро правил недолго — так что сохранилось не более одной записи о его сеньориях — Альба-де-Гордон, Аведильо де Санабрия, Феррерас, Молинасека, Монтеагудо, Отерос, Пеньямьян, Робледо, Тибрес, и Тригерос. Среди tenencias, которыми Рамиро правил позже в своей карьере (последнее десятилетие правления Альфонсо VII и первое десятилетие Фердинанда II), встречаются Аргуэльо, Боньяр, Кальделас , Касайо, Гордон , Вильяфранка , и Вильярмильдо.

## Военные походы

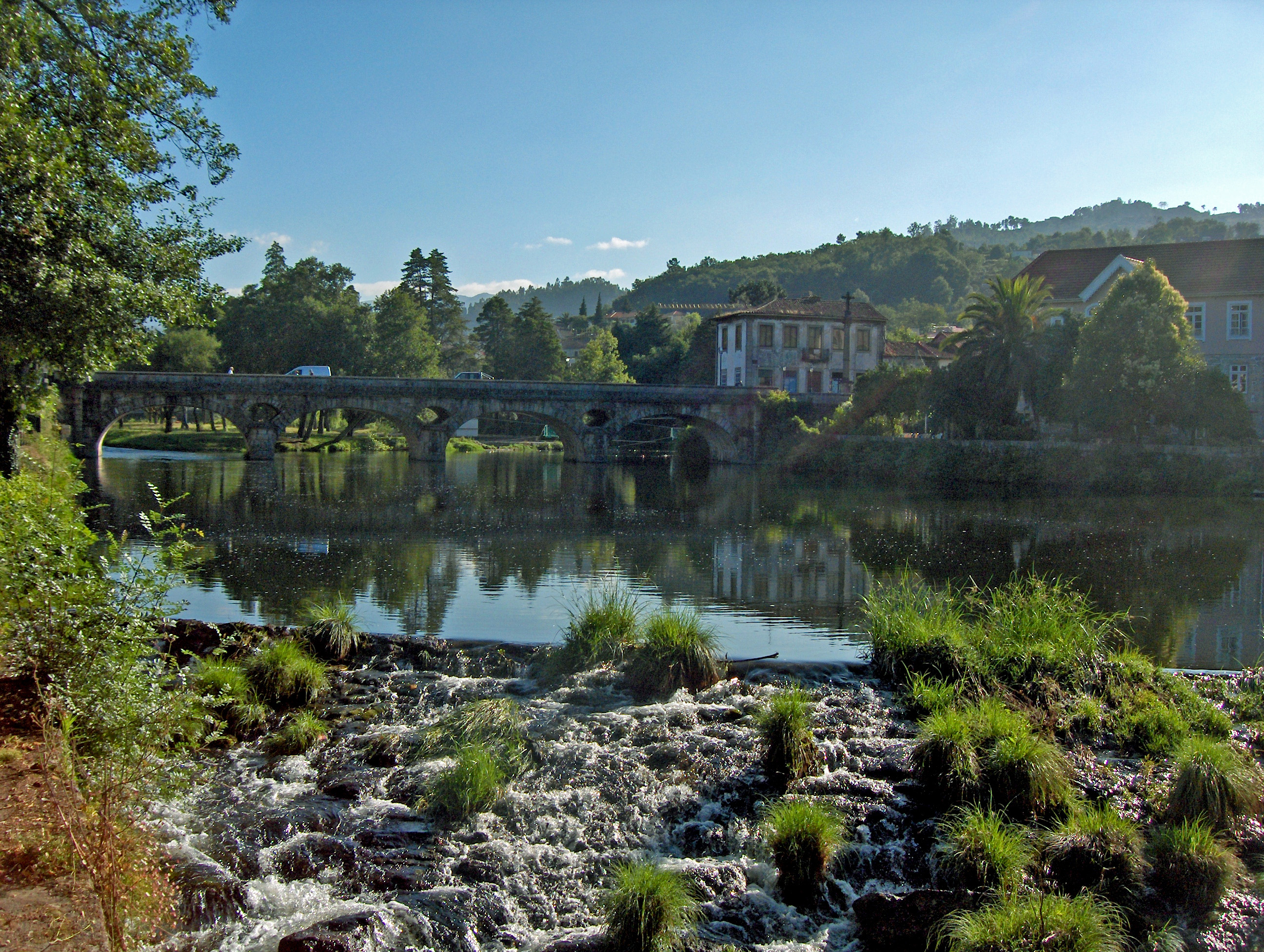
Река Вез и ее средневековый мост, рядом с которым произошла битва при Вальдевесе и взят в плен Рамиро.

Арагонский историк Херонимо Сурита помещает Рамиро на сторону Альфонсо VII в Сарагосе в 1134 году во время кампании преследования Гарсии Рамиреса, короля Наварры. Летом 1139 года Рамиро присутствовал при длительной осаде Орехи. В 1140 году Рамиро пошел на войну с Афонсу Энрикешем, королем соседней Португалии, но потерпел поражение и попал в плен. Нет никаких документальных свидетельств того, что он отправился против Афонсу в Португалию в 1137 году, но Chronica Adefonsi (I, § 82) повествует об эпизоде с его участием, который произошел во время кампании 1137 года:

Король Португалии также мобилизовал свою армию и выступил, чтобы сражаться с несколькими людьми, которые по глупости были отделены от основных сил Императора. Португальцы столкнулись с графом Рамиро, который пытался завоевать их землю. Они вступили в бой, и Рамиро потерпел поражение и попал в плен.

После битвы при Вальдевесе португальцы и леонцы пришли к соглашению, захваченные замки были сданы, и «граф Рамиро был освобожден, а все рыцари, захваченные с обеих сторон, получили свободу». Захват Рамиро не упоминается в Crónica de Dom Afonso Henriques.
На короткое время в 1147 году Рамиро был лишен Бьерсо, который был передан Санче Раймундес, сестре короля, но вскоре он был восстановлен в нем и продолжал править им по крайней мере до июня 1169 года, вероятно, до своей смерти некоторое время спустя . Возможно, это связано с отсутствием Рамиро в кампании против Альмерии в том году. Хотя в Poema de Almería записано его присутствие при осаде города, в королевских документах он не упоминается в армии после 11 июля, незадолго до осады Андухара. Он не присоединился к армии до незадолго до 23 мая в Толедо и пропустил капитуляцию Калатравы 11 января. Анонимный автор Поэмы называет Рамиро вторым из великих дворян в окружении короля Альфонсо VII в Альмерии:

Появляется граф Рамиро Фроилаз. Он достоин восхищения в своем чине,
благоразумный и добрый, заботящийся о спасении Леона,
выдающаяся фигура, рожденная от королевской крови.

Рамиро был пожилым государственным деятелем во время правления преемника Альфонсо VII в Леоне, Фердинанда II. 23 мая 1158 года он был первым гарантом Фердинанда II в Саагунском договоре, положившем конец войне между Фердинандом и его старшим братом Санчо III Кастильским. Смерть Рамиро, вероятно, произошла в 1169 году. Его некролог записан в отчетах церкви Сан-Исидоро, где он похоронен. В семнадцатом веке испанский историк и публицист Хосе Пеллисер де Оссо-и-Товар сказал о «Рамиро Фроласе», что «он был одним из величайших вельмож Испании, и его имя сохранилось в истории с 1120 по 1168 год».